# The Storm (banda estadounidense)
The Storm fue una banda de rock de Estados Unidos, surgida en la bahía de San Francisco a comienzos de los años 1990.
La banda es conocida por su primer sencillo, la power ballad "I've Got a Lot to Learn About Love", que llegó al número #6 en la lista Mainstream Rock Tracks y al #26 en el Billboard Hot 100.
la banda estuvo formada por tres miembros de Journey (dos de ellos miembros fundadores) - Gregg Rolie como teclista, Ross Valory como bajo, y Steve Smith como batería.
Kevin Chalfant, vocalista con la banda 707, ejerció de vocalista líder, y Josh Ramos fue el guitarrista líder.